# Spornkuckuck
Der Spornkuckuck (Centropus senegalensis), auch Sporenkuckuck oder Senegal-Spornkuckuck genannt, ist ein mit 38–41 Zentimeter Körperlänge mittelgroßer Vertreter der Familie der Kuckucke, der in weiten Bereichen des zentralen und südlichen Afrikas verbreitet ist.

## Aussehen
Spornkuckucke haben ein braunes Rückengefieder. Der Bauch und die Kehle sind cremefarbenen. Der Kopf und der Schnabel sind schwarz. Die roten Augen sind sehr auffällig. Der lange Schwanz ist ebenfalls schwarz und hat grünliche schimmernde Stellen auf der Oberseite. Die Beine sind dunkelbraun und mit langen Krallen versehen. Männchen und Weibchen unterscheiden sich äußerlich nicht voneinander.

## Verbreitung und  Lebensweise
Der Spornkuckuck kommt südlich der Sahara in einem Band vor, das sich vom Senegal im Westen bis nach Äthiopien, Kenia und den Norden Somalias im Osten erstreckt und südlich bis in den Norden des Kongo reicht. Im südlichen Teil der Demokratischen Republik Kongo beginnt ein weiterer Teil seines Verbreitungsgebiets, das sich südlich bis Namibia, Botswana, Simbabwe und die die Nordspitze der Republik Südafrika erstreckt.  Er bewohnt die dortigen Baumsavannen und Sumpfgebiete mit offenen Baumbewuchs. Seine sehr weit hörbaren Lautäußerungen erinnern an das brodelnden von kochendem Wasser. Er läuft meist durch das dichte Gebüsch. Er ernährt sich von größeren Insekten, deren Larven, Skorpionen, kleineren Reptilien. Seine Beute tötet er mit Hilfe seines kräftigen Schnabels. Daneben plündert er auch die Nester bodenbrütender Vögel. Die Lebenserwartung beträgt ca. 4 Jahre.

## Fortpflanzung
Das kugelförmige Nest baut sich diese Vögel aus Zweigen, Blättern, Gräsern und anderen Pflanzenteilen. Dieses legt er meist in 1,5 Metern Höhe in dichten Gebüsch an. Das Gelege umfasst drei weiße, manchmal auch mit brauen Flecken versehene Eier. Da die Eier im Abstand von mehreren Tagen gelegt werden schlüpfen die Jungen nacheinander aus. Bei der Versorgung der Jungen mit Insekten von anderen kleineren Tieren wird das Weibchen vom Männchen unterstützt.

## Gefährdung und Schutzmaßnahmen
Da die Art weit verbreitet, im Verbreitungsgebiet relativ häufig ist und keinerlei konkrete Gefährdungen bekannt sind, wird sie von der IUCN als „ungefährdet“ („Least Concern“) eingestuft.